# Шелота
Шело́та (рос. Шелота) — село у складі Верховазького району Вологодської області, Росія. Адміністративний центр Шелотського сільського поселення.

## Населення
Населення — 184 особи (2010; 182 у 2002).
Національний склад (станом на 2002 рік):
- росіяни — 100 %